# Polypterus weeksii
Polypterus weeksii är en art av familjen fengäddor som finns i Centralafrika. Den förekommer även som akvariefisk.

## Utseende
En fisk med avlång, från sidorna sammantryckt kropp. Likt alla fengäddor har den en ryggfena som är uppdelad i flera småfenor, i detta fall 9 till 11 stycken, var och en med en fentråle. Analfenan har 10 till 14 fenstrålar. Kroppen är olivgrön till grå på ovansidan med 7 till 8 mer eller mindre svarta tvärränder (som kan dela upp sig i nederdelen) samt gulaktig på buksidan. Fenorna har oregelbundna, svarta markeringar. Som mest kan arten bli 54 cm lång.

## Vanor
Arten är en bottenlevande sötvattensfisk som andas atmosfäriskt syre. Som alla fengäddor lever den av rov.

## Utbredning
Polypterus weeksii lever i Kongoflodens centrala lopp i Centralafrikanska republiken, Kongo-Brazzaville och Kongo-Kinshasa.

## Akvariefisk
Arten behöver ett akvarium på drygt 500 l med framför allt en stor bottenyta. Bottnen bör vara mjuk med gömställen i form av drivved och släta klippstycken. Då arten gärna rymmer är ett tätt lock viktigt. Den tar inte gärna torrfoder, utan utfodras lämpligen med färsk eller frusen animalisk föda som räkor, daggmask, musslor och fiskkött.